# Circonscription électorale de Santa Cruz de Tenerife
La circonscription électorale de Santa Cruz de Tenerife est l'une des cinquante-deux circonscriptions électorales espagnoles utilisées comme divisions électorales pour les élections générales espagnoles.
Elle correspond géographiquement à la province de Santa Cruz de Tenerife.

## Historique
Elle est instaurée en 1977 par la loi pour la réforme politique puis confirmée avec la promulgation de la Constitution espagnole qui précise à l'article 68 alinéa 2 que chaque province constitue une circonscription électorale.

## Congrès des députés

### Synthèse
|             |       | 1977 | 1979 | 1982 | 1986 | 1989 | 1993 | 1996 | 2000 | 2004 | 2008 | 2011 | 2015 | 2016 | 04/19 | 11/19 | 2023 |
| ----------- | ----- | ---- | ---- | ---- | ---- | ---- | ---- | ---- | ---- | ---- | ---- | ---- | ---- | ---- | ----- | ----- | ---- |
| UCD         |       | 5    | 5    | 2    |      |      |      |      |      |      |      |      |      |      |       |       |      |
| AP & alliés |       |      |      | 1    | 1    |      |      |      |      |      |      |      |      |      |       |       |      |
| CDS         |       |      |      |      | 1    | 1    |      |      |      |      |      |      |      |      |       |       |      |
| AIC-CC      |       |      |      |      | 1    | 1    | 2    | 2    | 2    | 2    | 2    | 1    | 1    | 1    | 2     | 1     | 1    |
| PSOE        |       | 2    | 2    | 4    | 3    | 4    | 3    | 3    | 2    | 3    | 3    | 2    | 2    | 1    | 2     | 2     | 3    |
| PP          |       |      |      |      |      | 1    | 2    | 2    | 3    | 2    | 2    | 4    | 2    | 3    | 1     | 2     | 3    |
| Podemos     |       |      |      |      |      |      |      |      |      |      |      |      | 1    | 1    | 1     | 1     |      |
| Ciudadanos  |       |      |      |      |      |      |      |      |      |      |      |      | 1    | 1    | 1     |       |      |
| Vox         |       |      |      |      |      |      |      |      |      |      |      |      |      |      |       | 1     |      |
|             |       |      |      |      |      |      |      |      |      |      |      |      |      |      |       |       |      |
| Total       | Total | 7    | 7    | 7    | 6    | 7    | 7    | 7    | 7    | 7    | 7    | 7    | 7    | 7    | 7     | 7     | 7    |

### 1977
| Parti | Parti | Députés |
| ----- | ----- | --- |
| UCD   |       | Manuel Acevedo Bisshopp, José Miguel Galván Bello, Rubens Darío Henríquez Hernández, Alfonso Soriano Benítez de Lugo, Esther Beatriz Tellado Alfonso |
| PSOE  |       | Luis Fajardo Spínola, Néstor Padrón Delgado |

### 1979
| Parti | Parti | Députés |
| ----- | ----- | --- |
| UCD   |       | Antonio Juan Alfonso Quirós, Juan Julio Fernández Rodríguez, José Miguel Galván Bello, Zenón Mascareño Alemán, María Dolores Pelayo Duque |
| PSOE  |       | Luis Fajardo Spínola, Néstor Padrón Delgado                                                                                               |

- José Miguel Galván Bello est remplacé en juin 1979 par José Luis Tomás Mederos Aparicio.

### 1982
| Parti  | Parti | Députés |
| ------ | ----- | --- |
| PSOE   |       | Luis Fajardo Spínola, Néstor Padrón Delgado, María Dolores Pelayo Duque, Francisco Javier Castro Feliciano |
| UCD    |       | Rafael Clavijo García, Luis Mardones Sevilla                                                               |
| AP-PDP |       | Arturo Escuder Croft                                                                                       |

### 1986
| Parti | Parti | Députés                                                                 |
| ----- | ----- | ----------------------------------------------------------------------- |
| PSOE  |       | Luis Fajardo Spínola, Néstor Padrón Delgado, María Dolores Pelayo Duque |
| CP    |       | Pablo Francisco Hurtado Samper                                          |
| AIC   |       | Manuel Hermoso                                                          |
| CDS   |       | Baltasar de Zárate Peraza de Ayala                                      |

- Manuel Hermoso est remplacé en octobre 1986 par Luis Mardones Sevilla.

### 1989
| Parti | Parti | Députés                                                                                        |
| ----- | ----- | ---------------------------------------------------------------------------------------------- |
| PSOE  |       | Álvaro Argany Fajardo, Luis Fajardo Spínola, Néstor Padrón Delgado, María Dolores Pelayo Duque |
| PP    |       | Alfonso Soriano Benítez de Lugo                                                                |
| AIC   |       | Luis Mardones Sevilla                                                                          |
| CDS   |       | Baltasar de Zárate Peraza de Ayala                                                             |

### 1993
| Parti | Parti | Députés                                                                   |
| ----- | ----- | ------------------------------------------------------------------------- |
| PSOE  |       | Néstor Padrón Delgado, Antonio Martinón Cejas, María Dolores Pelayo Duque |
| PP    |       | Alfonso Soriano Benítez de Lugo, Miguel Cabrera Pérez-Camacho             |
| CC    |       | Adán Martín, Luis Mardones Sevilla                                        |

### 1996
| Parti | Parti | Députés                                                                  |
| ----- | ----- | ------------------------------------------------------------------------ |
| PSOE  |       | José Segura Clavell, Antonio Martinón Cejas, Belarmina Martínez González |
| PP    |       | Alfonso Soriano Benítez de Lugo, Miguel Cabrera Pérez-Camacho            |
| CC    |       | Paulino Rivero, Luis Mardones Sevilla                                    |

- Miguel Cabrera Pérez-Camacho est remplacé en septembre 1998 par Francisco Andrés de la Barreda Pérez.

### 2000
| Parti | Parti | Députés                                                             |
| ----- | ----- | ------------------------------------------------------------------- |
| PP    |       | Gabriel Mato, Alfonso Soriano Benítez de Lugo, Ofelia Reyes Miranda |
| PSOE  |       | José Segura Clavell, Felip Hernández Rodríguez                      |
| CC    |       | Paulino Rivero, Luis Mardones Sevilla                               |

- Gabriel Mato est remplacé en juin 2003 par Raquel Lucía Pérez Brito.

### 2004
| Parti | Parti | Députés                                                                              |
| ----- | ----- | ------------------------------------------------------------------------------------ |
| PSOE  |       | Mercedes Coello Fernández-Trujillo, Gloria Elena Rivero Alcover, José Segura Clavell |
| PP    |       | Carlos Javier Cabrera Matos, Pablo Matos                                             |
| CC    |       | Paulino Rivero, Luis Mardones Sevilla                                                |

- Paulino Rivero est remplacé en juin 2007 par Ana Oramas.
- José Segura Clavell est remplacé en avril 2004 par Erasmo Juan Manuel Armas Darias.

### 2008
| Parti | Parti | Députés                                                                              |
| ----- | ----- | ------------------------------------------------------------------------------------ |
| PSOE  |       | José Segura Clavell, Gloria Elena Rivero Alcover, Mercedes Coello Fernández-Trujillo |
| PP    |       | Pablo Matos, Gabriel Mato                                                            |
| CC    |       | Ana Oramas, José Luis Perestelo Rodríguez                                            |

- Gabriel Mato (PP) est remplacé en septembre 2009 par Manuel Domínguez González.
- José Luis Perestelo (CC) est remplacé en juin 2011 par Fernando Ríos Rull.

### 2011
| Parti | Parti | Députés                                                                     |
| ----- | ----- | --------------------------------------------------------------------------- |
| PP    |       | Pablo Matos, Águeda Fumero Roque, Ernesto Aguiar, Manuel Luis Torres Herera |
| PSOE  |       | José Segura Clavell, Patricia Hernández Gutiérrez                           |
| CC    |       | Ana Oramas                                                                  |

- Ernesto Aguiar (PP) est remplacé en juin 2015 par Ofelia Reyes Miranda.
- Patricia Hernández (PSOE) est remplacée en juin 2015 par Ana Vanessa Rodríguez Concepción.

### 2015
| Parti   | Parti | Députés                                  |
| ------- | ----- | ---------------------------------------- |
| PP      |       | María Elena Álvarez Simón, Pablo Matos   |
| PSOE    |       | Tamara Raya, Francisco Hernández Spínola |
| Podemos |       | Alberto Rodríguez Rodríguez              |
| CC      |       | Ana Oramas                               |
| Cs      |       | Melisa Rodríguez                         |

### 2016
| Parti   | Parti | Députés                                 |
| ------- | ----- | --------------------------------------- |
| PP      |       | Ana Zurita, Pablo Matos, Ernesto Aguiar |
| PSOE    |       | Tamara Raya                             |
| Podemos |       | Alberto Rodríguez Rodríguez             |
| CC      |       | Ana Oramas                              |
| Cs      |       | Melisa Rodríguez                        |

- Pablo Matos est remplacé en juillet 2018 par Manuel Luis Torres Herrera.

### Avril 2019
| Parti | Parti | Députés                                   |
| ----- | ----- | ----------------------------------------- |
| PSOE  |       | Héctor Gómez Hernández, Tamara Raya       |
| CC    |       | Ana Oramas, María Guadalupe González Taño |
| PP    |       | Ana Zurita                                |
| UP    |       | Alberto Rodríguez Rodríguez               |
| Cs    |       | Melisa Rodríguez Hernández                |

### Novembre 2019
| Parti | Parti | Députés                                    |
| ----- | ----- | ------------------------------------------ |
| PSOE  |       | Héctor Gómez Hernández, Tamara Raya        |
| PP    |       | Ana Zurita, Sebastián Jesús Ledesma Martín |
| CC    |       | Ana Oramas                                 |
| UP    |       | Alberto Rodríguez Rodríguez                |
| Vox   |       | Rubén Darío Vega Arias                     |

- Alberto Rodríguez (UP) est déclaré démissionnaire en octobre 2021. Son siège demeure vacant jusqu'à la fin de la législature.

### 2023
| Parti | Parti | Députés                                                                  |
| ----- | ----- | ------------------------------------------------------------------------ |
| PP    |       | Juan Antonio Rojas Manrique, Asier Antona Gómez, Laura María Lima García |
| PSOE  |       | Héctor Gómez Hernández, Alicia Álvarez González, Sergio Matos Castro     |
| CC    |       | Cristina Valido García                                                   |

- Héctor Gómez (PSOE) est remplacé le 12 décembre 2023 par Esther Rodríguez Suárez.
- Asier Antona (PP) est remplacé le 17 septembre 2024 par Ainhoa Molina León.
- Sergio Matos (PSOE) est remplacé le 10 décembre 2024 par Jonay Quintero.